# Гримчак Юрій Миколайович
Ю́рій Микола́йович Гримча́к (нар. 30 жовтня 1965, Донецьк) — український політик. Народний депутат України. Перший заступник голови партії «Народна самооборона». Міністр з питань надзвичайних ситуацій опозиційного уряду (з березня 2010). В минулому радник, згодом заступник міністра з тимчасово окупованих територій.

## Життєпис

### Освіта
- 1980–1984 — навчався у Донецькому політехнічному технікумі.
- 1984–1991 — у Макіївському інженерно-будівельному інституті.
- 1985–1987 — дворічна служба в армії.
- 1999–2002 — навчання у Дніпропетровській філії Української академії державного управління при Президенті України. Здобув кваліфікаційний (освітній) рівень магістра державного управління.

### Трудова діяльність
- 1991–1993 — директор Центру науково-технічної творчості молоді Макіївського інженерно-будівельного інституту.
- 1993–1997 — директор ТОВ «Грисо» і ПМП «Гранд».

### Політика
- На початку 1990-х років був одним із лідерів Інтернаціонального руху Донбасу[2].
- 1997–1998 — секретар Макіївського міського комітету Соціалістичної партії України.
- 1998–2001 — заступник голови Кіровської районної в Макіївці ради.
- Квітень 2002 — кандидат в народні депутати України, виборчий округ № 54, Донецька область, висунутий СПУ. «За» 0.76 %, 11 місце з 14 претендентів, на час виборів: помічник-консультант народного депутата України, Макіївська міська рада, член СПУ.
- 2002–2005 — помічник-консультант народного депутата України Юрія Луценка.
- Липень 2005 — серпень 2006 — заступник голови Донецької обласної адміністрації Вадима Чупруна.
- Член СПУ (1994–2006), перший секретар Донецького обласного комітету СПУ (квітень 2004–2006). Депутат Донецької обласної ради (2006–2007).
- З 23 листопада 2007 до 12 грудня 2012 — народний депутат України 6-го скликання від Блоку «Наша Україна — Народна самооборона», № 73 в списку. Голова підкомітету з питань депутатської етики Комітету з питань Регламенту, депутатської етики та забезпечення діяльності Верховної Ради України.
- 14 травня 2010 був повідомлений про відкриття кримінальної справи щодо подій у сесійній залі Верховної Ради України 27 квітня 2010.
- Під час подій Євромайдану в прямому ефірі 5 каналу зняв свою кандидатуру на 223 окрузі на користь Юрія Левченка[3].
- З 25 жовтня 2016 — радник міністра з тимчасово окупованих територій.
- З 10 березня 2017 року — заступник Міністра з питань тимчасово окупованих територій та внутрішньо переміщених осіб України.

### Кримінальне провадження
14 серпня 2019 року Гримчака було затримано за підозрою у вимаганні хабаря розміром 1,1 млн $. В його квартирі проведено обшук, справою займається спільна слідча група з представників НАБУ, СБУ і УСР ГПУ. Разом з Юрієм, за словами дружини Юлії Гримчак, було затримано його брата. МінВОТ заявили, що затримання Гримчака не стосується діяльності міністерства і посадових обов'язків на посаді заступника міністра. 16 серпня Чернігівський міський суд обрав запобіжний захід — утримування під вартою на 60 днів (до 15 жовтня) з можливістю застави в 6 млн гривень. Натомість Генпрокуратура вимагатиме змінити заставу на 12,5 млн грн.
В жовтні підозру було перекваліфіковано на «зловживання впливом». 13 листопада за клопотанням прокурора САП Юрію Гримчаку було продовжено термін арешту ще на два місяці. 20 грудня Ю. Гримчаку було зменшено розмір застави з 6 до 2 млн грн. Помічникові Гримчака також було продовжено термін утримання під вартою — до 30 днів та встановлено заставу близько 4 млн грн. 14 липня суд продовжив запобіжний захід Гримчаку та його помічникові щонайменше до 7 вересня. 3 вересня домашній арешт було продовжено, а на 8 вересня заплановано перше засідання за справою. 14 грудня Вищий антикорупційний суд скасував домашній арешт .

## Судовий розгляд
23 лютого 2022 року Вищий антикорупційний суд України визнав підсудного винним у вимаганні $1,1 млн хабара та підбурюванні низки осіб до вчинення злочинів та засудив його до 10 років позбавлення волі з конфіскацією всього майна.

## Сім'я
Дружина — Юлія Віталіївна (1977). Доньки Аліна, Світлана, Ірина. Син Артур.